# 772 до н. е.

## Події
За Плутархом астролог Тарутій на прохання свого друга Варрона обчислив дату народження Ромула і Рема астрологічними методами. Тарутій стверджував, що брати були зачаті в день сонячного затемнення 11 грудня 772 року до н. е. о 3-й годині дня.
Початок правління царя Ассирії Ашшур-дана III.

### Астрономічні явища
- 17 червня. Кільцеподібне сонячне затемнення.[2]
- 11 грудня. Повне сонячне затемнення.[2]